# 克里斯蒂娜·库克 (曲棍球运动员)
克里斯蒂娜·库克（英語：Christine Cook，1970年6月22日—），英国前女子曲棍球运动员。她曾代表英国国家队参加1996年夏季奥林匹克运动会曲棍球比赛，结果队伍获得第四名。